# Mengwitani
Mengwitani is een bestuurslaag in het regentschap Badung van de provincie Bali, Indonesië. Mengwitani telt 8259 inwoners (volkstelling 2010).